# Jacques Poitrenaud
Jacques Poitrenaud (22 de mayo de 1922 – 5 de abril de 2005) fue un director y actor cinematográfico de nacionalidad francesa. 

## Biografía
Nacido en Lille, Francia, inició su carrera cinematográfica como ayudante de dirección de los cineastas Roger Vadim, Michel Boisrond y Raoul André. 
A partir de 1960 trabajó como director, guionista y productor, y en 1973 creó Perspectives du cinéma français, subdivisión de la Quinzaine des réalisateurs, dentro del Festival de Cannes.
Desde 1984 a 1994 dirigió la sección Un Certain Regard dentro de la selección oficial del Festival de Cannes, que tenía como objeto la promoción y ayuda financiera al cine independiente. Fue uno de entre la treintena de directores fundadores de la Société civile des auteurs, réalisateurs et producteurs (ARP) en 1987, en el seno de la cual se llevó a cabo la iniciativa de los Encuentros cinematográficos de Beaune, cuya primera edición tuvo lugar en 1990.
Jacques Poitrenaud falleció en 2005 en París, Francia.

## Filmografía

### Montador
- 1950 : Ballerina, de Ludwig Berger
- 1951 : Paris est toujours Paris, de Luciano Emmer
- 1952 : Seuls au monde, de René Chanas
- 1955 : Maigret dirige l'enquête, de Stany Cordier

### Ayudante dirección
| - 1948 : Rapide de nuit, de Marcel Blistène - 1955 : Cette sacrée gamine, de Michel Boisrond - 1956 : Impasse des vertus, de Pierre Méré - 1956 : C'est arrivé à Aden, de Michel Boisrond - 1956 : Mitsou de Jacqueline Audry - 1956 : Lorsque l'enfant paraît, de Michel Boisrond - 1957 : Sait-on jamais..., de Roger Vadim - 1957 : Une Parisienne, de Michel Boisrond | - 1957 : Le Naïf aux quarante enfants, de Philippe Agostini - 1958 : Clara et les Méchants, de Raoul André - 1958 : Faibles femmes, de Michel Boisrond - 1958 : La Vie à deux, de Clément Duhour - 1959 : Les Liaisons dangereuses 1960, de Roger Vadim - 1959 : Voulez-vous danser avec moi ?, de Michel Boisrond - 1960 : Et mourir de plaisir, de Roger Vadim |

### Director
| - 1956 : Saint-Germain-en-Laye, cité royale - 1957 : Enfants, Touraine - 1960 : La revenante - 1960 : Les portes claquent, codirigida con Michel Fermaud - 1960 : Les amours de Paris - 1962 : Les Parisiennes, sketch : Ella - 1963 : Strip Tease - 1963 : L'Inconnue de Hong Kong | - 1964 : Du grabuge chez les veuves - 1964 : Une souris chez les hommes - 1965 : La Tête du client - 1966 : Le Canard en fer blanc - 1966 : Carré de dames pour un as - 1968 : Ce sacré grand-père - 1969 : Qu'est-ce qui fait courir les crocodiles ? - 1971 : Mendiants et Orgueilleux |

### Productor
- 1972 : Mendiants et Orgueilleux
- 1976 : Les Naufragés de l'île de la Tortue, de Jacques Rozier

### Actor
Cine
| - 1981 : Il faut tuer Birgit Haas, de Laurent Heynemann - 1982 : Qu'est-ce qu'on attend pour être heureux !, de Coline Serreau - 1984 : Un dimanche à la campagne, de Bertrand Tavernier - 1985 : Round Midnight, de Bertrand Tavernier - 1985 : Trois hommes et un couffin, de Coline Serreau | - 1985 : Cinématon, n° 619 de Gérard Courant - 1987 : Les mois d'avril sont meurtriers, de Laurent Heynemann - 1989 : Romuald et Juliette, de Coline Serreau - 1996 : La belle verte, de Coline Serreau - 2001 : Chaos, de Coline Serreau |

Televisión
- 1987 : La Lettre perdue, de Jean-Louis Bertuccelli
- 1990 : Six Crimes sans assassins, de Bernard Stora
- 1994 : Couchettes express, de Luc Béraud